# Distrito de Dashu
El distrito de Dashu es un distrito ubicado en la ciudad de Kaohsiung, Taiwán, y tiene en su orilla al río Kaoping. Fo Guang Shan (佛光山) es uno de los principales puntos de viaje en el Distrito de Dashu. También es la base de E-Da World, un destino nuevo de estilo de vida que abarca el hotel Crowne Plaza Kaohsiung E-Da World, el hotel E-Da Skylark, el parque E-Da, el centro comercial E-Da, la Ciudad E-Da y la Universidad I-Shou.
- Área: 66.9811 km²
- Población: 44,924 personas (mayo de 2007)